# Episoriculus macrurus
Episoriculus macrurus es una especie de musaraña de la familia soricidae.

## Distribución geográfica
Se encuentra en China, Birmania, Nepal y Vietnam.